# Kanton Le Teilleul
Kanton Le Teilleul (francouzsky Canton du Teilleul) byl francouzský kanton v departementu Manche v regionu Dolní Normandie. Tvořilo ho osm obcí. Zrušen byl po reformě kantonů 2014.

## Obce kantonu
- Buais
- Ferrières
- Heussé
- Husson
- Sainte-Marie-du-Bois
- Saint-Symphorien-des-Monts
- Savigny-le-Vieux
- Le Teilleul